# 케이틀린 올슨
케이틀린 올슨(Kaitlin Olson, 1975년 8월 18일 ~ )은 미국의 배우이다. 《필라델피아는 언제나 맑음》(2005-현재)의 디앤드라 레이놀즈 역으로 잘 알려져 있다.

## 출연 작품

### 영화
- 프로포즈 데이 (2010) - 리비 역
- 히트 (2013)
- 베케이션 (2015)
- 도리를 찾아서 (2016) - 애니메이션
- Arizona (2018)

### 텔레비전
- 필라델피아는 언제나 맑음 (2005-현재)
- 더 믹 (2017-18)
- 나의 직장상사는 코미디언 (2021-현재)